# Бадинов, Толибжон
Толибжон Бадинов (узб. Толибжон Бадинов) (1935-2001) — артист Ошского Государственного академического узбекского музыкально-драматического театра имени Бобура, Народный артист Киргизской ССР.

## Биография
Толибжон Бадинов родился 4 августа 1935 года в посёлке Чувама Избасканского района, Андижанской области Республики Узбекистан. В 1955-1962 годы артист Ошского узбекского драматического театра имени Кирова. В 1962 году поступил на учёбу в Ташкентскую Государственную консерваторию, в это же время являлся солистом ансамбля макома телерадиокомпании Узбекистана. 1964-1973 годы артист театра имени Мукими города Ташкент, С 1973 года снова работает артистом Ошского драматического театра имени С. М. Кирова. На протяжении многолетней работы, сыграл более чем в 30 спектаклях, исполнял главные роли в музыкальных драмах. В 1980 году ему было присвоено почётное звание Заслуженный артист Киргизской ССР. Он создал на сцене ряд неповторимых образов, которые получили высокую оценку зрителей и специалистов. Песни Т. Бадинова занесены в Золотой фонд телерадиокомпаний Узбекистана и Кыргызстана. Вышли грампластинки с его макомами. Люди помнят созданные Бадиновым в театре образы Ленин в спектакле «Именем революции», Собир в «Адолат», Равшан в «Равшан и Зулхумор», Аширбая в «Аширбай», Сарытаза в «Семетей сын Манаса», Муса Джалиль в одноимённом спектакле и другие. Он играл и в комедийном спектакле писателя Саида Ахмада («Куёв»). В 1988 году удостоен звания Народный артист Киргизской ССР. Он умер 6 мая 2001 года

## Театральные работы
- Ленин в «Именем революции»
- Собир в «Адолат»
- Равшан в «Равшан и Зулхумор»
- Аширбай в «Аширбай»
- Сарытаз в «Семетей сын Манаса»
- Муса Джалиль в одноимённом спектакле
- в «Зять» Саида Ахмада.

## Награды
- Народный артист Киргизской ССР (1988 год)
- Почётная грамота Президиума Верховного Совета Киргизской ССР
- Почётная грамота Министерства культуры Киргизской ССР